# Bananeiras (Areia de Baraúnas)
Bananeiras é um distrito brasileiro do município de Areia de Baraúnas, estado da Paraíba, subordinado a Região Metropolitana de Patos. Fica situado ao norte do município, a uma distância de trinta quilômetros da sede.
O Riacho Caudeloso, afluente do Rio da Farinha, banha este distrito.